# Зоряний шлях (фільм)
«Зо́ряний шлях» (англ. Star Trek, 2009, також відомий як «Зоряний шлях. XI», англ. Star Trek: XI) — одинадцятий повнометражний американський науково-фантастичний фільм, дія якого відбувається у світі «Зоряного Шляху» (Star Trek). Анонсований компанією Paramount Pictures у 2006, цей фільм, режисером якого став Дж. Дж. Абрамс, вийшов на екрани 7 травня 2009.
Всупереч очікуванням, фільм не є безпосереднім приквелом до оригінального серіалу 1966 року, а створює альтернативну часову лінію. В ній прибулий з майбутнього ромуланець Нерон прагне помститися Об'єднаній Федерації Планет, через що вся історія, зокрема екіпажу корабля «Ентерпрайз» і його капітана Джеймса Кірка, змінює свій хід.
Робота над фільмом почалася у 2005 році. Зйомки велися з листопада 2007 по березень 2008 року в рамках суворої секретності. У середині зйомок «Paramount Pictures» вирішила відкласти дату релізу з 25 грудня 2008 на травень 2009 року, вважаючи що фільм може досягти ширшої аудиторії.
«Зоряний шлях» був високо оцінений критиками, отримавши 94 % на «Rotten Tomatoes». Він зайняв тринадцяте місце за касовими зборами в 2009 році (сьоме за зборами в Північній Америці) і став найкасовішим фільмом з усіх частин серії. Був номінований на чотири Оскари і отримав один з них «за найкращий грим».

## Сюжет
Корабель Федерації Планет «USS Кельвін» прибуває на саму межу клінгонського сектора галактики. Раптово виникає дивна космічна буря, яка перетворюється в сингулярність, звідки з'являється невідомий величезний космічний корабель і атакує «Кельвін». Корабель Федерації намагається піти у маневр і контратакувати, але не може протистояти високотехнологічному ворогу. На зв'язок з «Кельвіном» виходить ромуланець Нерон і пропонує капітану пройти на його судно для переговорів під приводом «припинення вогню» або загинути. Капітан на шатлі вирушає до ромуланців, щоб врятувати екіпаж. Ромуланці від імені Нерона вимагають видати місцерозташування посла Спока і запитують яка зараз зоредата. Отримавши відповідь, Нерон лютує і вбиває капітана. Джордж Кірк з його команди бере на себе командування. «USS Кельвін» контратакує всією зброєю, поки відбувається евакуація персоналу, в тому числі вагітної дружини Джорджа. Новий капітан лишається на борту сам і задає курс на таран ворога, в останні хвилини життя дізнаючись, що в нього народився син.
Минають роки і син Джорджа, Джеймс Тиберій Кірк, виростає на Землі хуліганом. Тим часом шуканий Нероном Спок ще тільки хлопчик, що росте на планеті Вулкан. Він є наполовину людиною, наполовину вулканцем, через що зазнає глузувань однолітків. Але Спок старається стримувати свої емоції, як притаманно всім вулканцям, і не піддаватися людським переживанням. Згодом він виростає і гідно складає всі іспити до Вулканської академії наук. Але також він подає документи в Зорефлот Федерації. Рада Академії хвалить Спока за досягнення всупереч «ваді», якою є його людська матір. Спок у відповідь на ці слова відмовляється іти до Академії та вирушає до Зорефлоту.
Друг джеймсового батька, капітан Крістофер Пайк, знаходить Джеймса в компанії Ухури під час чергової бійки в барі. Пайк пропонує Джеймсу записатися до Зорефлоту замість марнування свого життя за сумнівними заняттями, описуючи кар'єрні можливості. Джеймс зі скептицизмом вислуховує надихаючу промову Пайка («Твій батько був капітаном 12 хвилин і за цей час встиг врятувати 800 життів, включаючи твоє»), але, тим не менш, наступного дня прибуває на місце відправлення шатла з новобранцями. Побачене будівництво корабля «Ентерпрайз» надихає його присвятити життя космосу. Він знайомиться зі своїм майбутнім найкращим другом — Леонардом МакКоєм.
Через три роки Кірк, як курсант Академії Зорефлоту, прагне пройти відомий тест-симулятор для космічних капітанів під назвою «Кобаяші Мару». Тим часом Нерон на своєму кораблі «Нарада» подорожує космосом вже 25 років, щоб здійснити помсту Споку. Кірк, проваливши «Кобаяші Мару» двічі, збирається спробувати втретє. На подив усіх він поводиться демонстративно спокійно і зламує комп'ютер, тим самим переписуючи правила і здобуваючи неможливу досі перемогу. Програміст тесту, яким виявляється Спок, здивований цим, адже тест завідомо не має виграшного рішення і покликаний тільки визначати реакцію капітанів у складних ситуаціях. Комісія викликає Кірка і Спока, дорікаючи, що в реальності капітан не може змухлювати. В цю хвилину до Вулкана прибуває невідомий корабель, коли основний флот Федерації перебуває в іншій системі, і всіх кадетів скликають на допомогу. Ухура протестує проти рішення Спока не посилати її на новозбудований «Ентерпрайз», а МакКой вколює Кірку ліки, від яких йому робиться зле. Спок допускає Ухуру на «Ентерпрайз», а МакКой «з жалю» забирає туди ж Кірка начебто для надання медичної допомоги.
Капітан «Ентерпрайза» Пайк командує відльотом до Вулкана. Стерновий Хікару Сулу бачить якісь неполадки, але все ж запускає «Ентерпрайз», тому він відбуває останнім і з затримкою. Навігатор Павел Чехов оголошує всьому екіпажу завдання — з'ясувати причини аномальної електричної активності біля Вулкану і зростання сейсмічних процесів на планеті. Кірк розуміє, що така сама активність відбувалася перед зустріччю «Кельвіна» з ромуланцями і біжить попередити командування корабля не летіти туди. В той час на орбіті Вулкана висить «Нарада», буравлячи кору планети. Пайк спочатку не вірить Кірку, але Спок зауважує, що його попередження логічне. «Ентерпрайз» прибуває до Вулкана, де застає прибулі раніше кораблі знищеними на фоні «Наради». Нерон виходить на зв'язок і викликає Пайка до себе на переговори. Ні транспортери, ні зв'язок не працюють через заглушення від буру ромуланців. Тому Пайк доручає саботувати його діяльність, десантувавшись з космосу, і передає свої обов'язки Споку.
Кірка, Сулу та інженер Олсон десантуються на платформу бурової установки, але Олсон гине, потрапивши в промінь бура. Кірк відбивається від охорони і йому з Сулу вдається припинити буріння. Проте «Нарада» вже пробурилася до ядра планети і запускає туди зонд з червоною матерією, яка створює чорну діру. До сингулярності лишаються лічені хвилини, Спок телепортується на Вулкан аби врятувати Раду, яка є хранителями вулканської культури. Чехов рятує Кірка з Сулу, телепортуючи на «Ентерпрайз». Спок же намагається передусім врятувати своїх батьків, але кора планети руйнується і їхні координати не вдається зафіксувати. Вулкан зникає в чорній дірі, виживає тільки близько десяти тисяч вулканців з шести мільярдів.
«Нарада» відлітає разом з Пайком, якого Нерон допитує, щоб довідатися частоти відімкнення оборони Землі. Спок роздумує над тим, хто такий Нерон, і доходить до висновку, що він прибув з майбутнього, користуючись червоною матерією. Втрутившись в історію, він створив нову реальність, де вся історія від загибелі «Кельвіна» плине інакше. Кірк вступає в суперечку зі Споком, і той залишає Кірка на сусідній планеті, де знаходиться невелика база Федерації. Поки Кірк добирається до бази Федерації, на нього нападають представники місцевої фауни, але його рятує старий Спок, який і розповідає, що все повинно було бути не так. Він розповідає, що прибув з майбутнього, де всій галактиці загрожував вибух наднової. Тоді Спок пообіцяв ромуланцям врятувати їх і, взявши запас червоної матерії, відлетів на кораблі «Медуза» створити чорну діру, яка б поглинула наднову. Але зірка вже поглинула планету Ромулус, знищивши більшість ромуланців. Нерон, капітан шахтарського корабля, вирішив помститися Споку за те, що він не врятував його цивілізацію. В ході переслідування і «Нарада» і «Медуза» потрапили в чорну діру, перенісшись в минуле. Проте Нерон прибув раніше, а Спок тільки через 25 років. Захопивши «Медузу», Нерон змусив Спока бачити як його народ гине так само, як і ромуланці. Тепер він прагне знищити кожну планету Федерації аби ромуланці зайняли її місце.
Разом вони добираються до бази, де зустрічають геніального інженера Монтгомері Скотта, разом з яким Спок створює перший трансварповий транспортер, який доставляє Кірка і Скотта на борт «Ентерпрайза». Кірк за рекомендацією старого Спока змушує молодого Спока розгніватися, після чого останній сам здає повноваження і передає корабель Кірку, якого Пайк раніше призначив старшим помічником. Замість того, щоб летіти до решти флоту, Кірк вирішує летіти до Землі і напасти на «Нараду» там, заразом врятувавши планету і визволивши Пайка. Чехов рекомендує загальмувати за Титаном, щоб їх не помітив ворог.
Кірк і Спок телепортуються на борт «Наради», яка вже почала бурити кору Землі. Вони натрапляють на «Медузу», якою Спок береться пілотувати, щоб знищити бур, поки Кірк розшукує Пайка. Капітан сходиться в двобої з Нероном, котрий майже перемагає. Спок відволікає його, розстрілявши бур, Нерон наказує екіпажу переслідувати «Медузу». Спок веде «Медузу» на таран «Наради», а Нерон наказує знищити цей невеликий корабель відразу всіма ракетами.
Ракети збивають «Ентерпрайз», а «Медуза» таранить «Нараду». Скотту вдається вчасно телепортувати на борт «Ентерпрайза» Кірка, Спока і Пайка. Вибух «Медузи» призводить до створення червоточини, а Кірк наказує дати залп з усіх гармат у «Нараду», знищуючи корабель. «Ентерпрайзу» вдається уникнути самої червоточини завдяки своєчасному катапультуванню і вибуху варп-реакторів.
На Землі Кірк отримує звання капітана і командування «Ентерпрайз», а Спок розмовляє зі своєю майбутньою версією і вирішує повернутися на «Ентерпрайз», де Кірк з радістю призначає його своїм старшим помічником.

## Суперечності у фільмі
Візуальний ряд і трактування сюжету дещо розходяться з коміксом «Зоряний Шлях: Відлік» і фільмами «Зоряний шлях». Так, за сюжетом у «Відліку», наднова досягла Ромулуса відразу після повернення Нерона з Вулкана, у фільмі ж Спок розповідає, що він вже летів рятувати Ромулус, але не встиг. У «Відліку» сюжет ясно дає зрозуміти, що пройшло ще чимало часу, перш ніж вдалося спорядити місію.
Всі інші суперечності у фільмі, пов'язані з наступними за часом подіями серіалів і повнометражних стрічок не є протиріччями, оскільки фільм формує паралельний світ, що існує одночасно з оригінальним.
У фільмі згадується «Бойовий птах клінгонів» (крейсер класу К'Ворт), хоча дія відбувається не пізніше 2264, а перший корабель цього типу став до ладу в 2285. Згадувана Нейтральна зона між Федерацією і Клінгонською імперією була встановлена в 2267.
Офіцер зв'язку заявляє: «буде важко відрізнити вулканську мову від ромуланської», хоча до 2264 (епізод «Рівновага жаху» оригінального серіалу) люди не мали ніякої інформації про ромуланців, в тому числі, що вони — нащадки вулканських колоністів.

## Реліз

### Маркетингова кампанія
Стрічка Зоряний шлях стала одним з перших фільмів, які у своїй маркетинговій кампанії поширювали українськомовні трейлери за допомогою одного з найвідоміших на той час порталу для кіно-трейлерів iTunes Movie Trailers; трейлер No. 3 з українським дубляжем вийшов на iTunes Movie Trailers 5 березня 2009 року (у кінотеатрах трейлер почали показувати перед показами фільму Вартові (2009) який вийшов в український прокат 5 березня 2009 року).

### Кінопрокатний реліз
У лютому 2008 «Парамаунт Пікчерз» повідомила про зміну дати показу «Стар Трек» з 25 грудня 2008 на 8 травня 2009. Офіційно перенесення показу фільму ніяк не було пов'язано зі страйком сценаристів, але з точки зору студії, публіка радше переглядатиме фільм улітку, а не взимку. Фільм був майже повністю дороблений до кінця 2008. Травень був обраний також, щоб уникнути непотрібної конкуренції з іншими не менш очікуваними фільмами: «Люди Ікс: Початок. Росомаха» і «Ангели і демони», які повинні були вийти раніше, проте у результаті вийшли в тому ж місяці. Деймон Лінделоф зізнався, що ця затримка дасть їм більше часу, щоб відполірувати спецефекти.

### Реліз на домашньому відео (digital, DVD, Blu-ray тощо)
2 листопада 2009 року Blu-ray з фільмом у високій якості (720p і 1080p) і додатковими матеріалами надійшов у продаж в регіоні 1 (Північна Америка), а з 17 листопада — в регіоні 2 (Європа)..

## Касові збори
Прокат фільму у Північній Америці розпочався 8 травня 2009 року. У перший вікенд стрічка зібрала $75,204,289. Загальні збори: $257,730,019 у Північній Америці і $127,950,427 по світі. Загальні збори становили $385,680,446. Кошторис: $150 млн доларів.

## У ролях
- Кріс Пайн — Джеймс Тіберій Кірк
- Закарі Квінто — Спок
  - Леонард Німой — у ролі старого Спока
- Карл Урбан — доктор Леонард «Боунз» МакКой
- Саймон Пегг — інженер Монтгомері «Скотті» Скотт
- Зої Салдана — Нійота Ухура
- Джон Чо — Хікару Сулу
- Антон Єльчін — Павел Чехов
- Ерік Бана — капітан ромуланського зорельота «Нарада» Нерон
- Брюс Грінвуд — капітан Крістофер Пайк
- Бен Кросс — Сарек, батько Спока
- Вайнона Райдер — Аманда Грейсон, мати Спока
- Кріс Гемсворт — Джордж Кірк, батько Кірка
- Дженніфер Моррісон — Вайона Кірк, мати Кірка
- Рейчел Ніколс — Гейл, кадет оріонського Зоряного флоту
- Тайлер Перрі — адмірал Річард Барнетт, ректор Starfleet Academy
- Оз Перкінс — офіцер з комунікацій "Ентерпрайз"
- Віктор Ґарбер — допитувач клінгонів.